# Cappella della Madonna dell'Archetto
Madonna dell’Archetto ou Capela de Nossa Senhora do Pequeno Arco é um pequeno oratório de Roma, Itália, localizada no rione Trevi, na via di San Marcello. É conhecida também como Santa Maria Causa Nostrae Laetitiae e dedicada à Virgem Maria.

## História e descrição
Esta capela foi construída no século XIX para abrigar uma antiga imagem da Madona que era venerada num estreito arco de passagem perto do antigo Palácio Savorelli (atual Palazzo Balestra). Fechada a viela, o marquês Muti Savorelli Papazzurri mandou construir uma pequena capela para poder colocar a imagem, pintada em majólica em 1690 pelo pintor bolonhês Domenico Muratori. O edifício foi solenemente aberto ao público em 31 de maio de 1851.
Trata-se de uma rara obra-prima da arquitetura neo-renascentista, rica em mármores e metais preciosos, obra do arquiteto Virginio Vespignani. Ela abriga pinturas de Costantino Brumidi, o mesmo que afrescou a cúpula do Capitólio de Washington. Em seu altar está a imagem, chamada de "Madonna Causa Nostrae Letitiae". Em 9 de julho de 1796, diversas testemunhas contaram que a estátua revirou os olhos diversas vezes, um evento recontado no livro "Gli occhi di Maria" (2001), de Rino Cammilleri e Vittorio Messori.
O oratório atualmente é parte da paróquia da basílica de Santi Apostoli e é categorizado como "igreja anexa".

## Galeria

Imagens da igreja
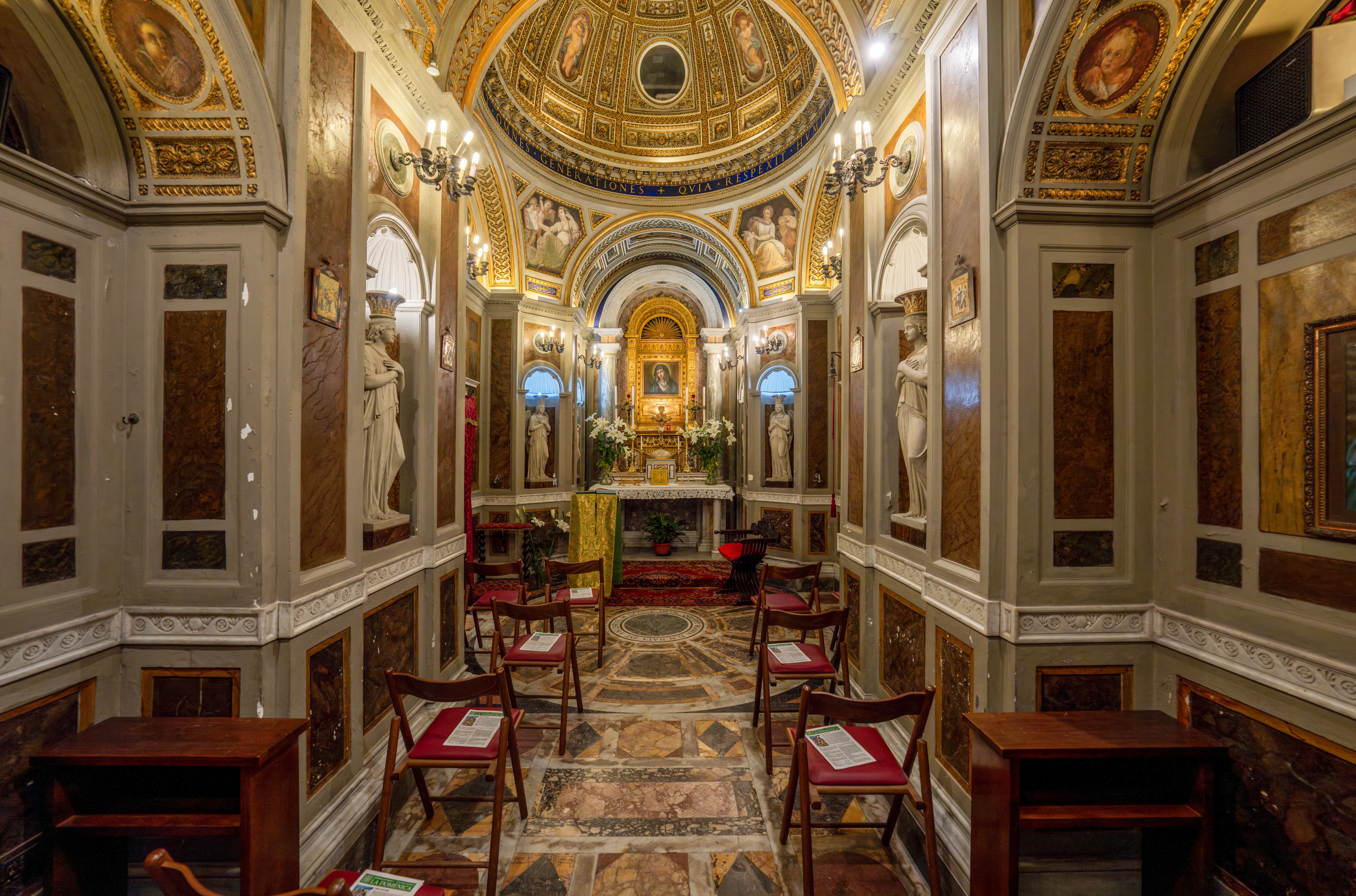
Interior.
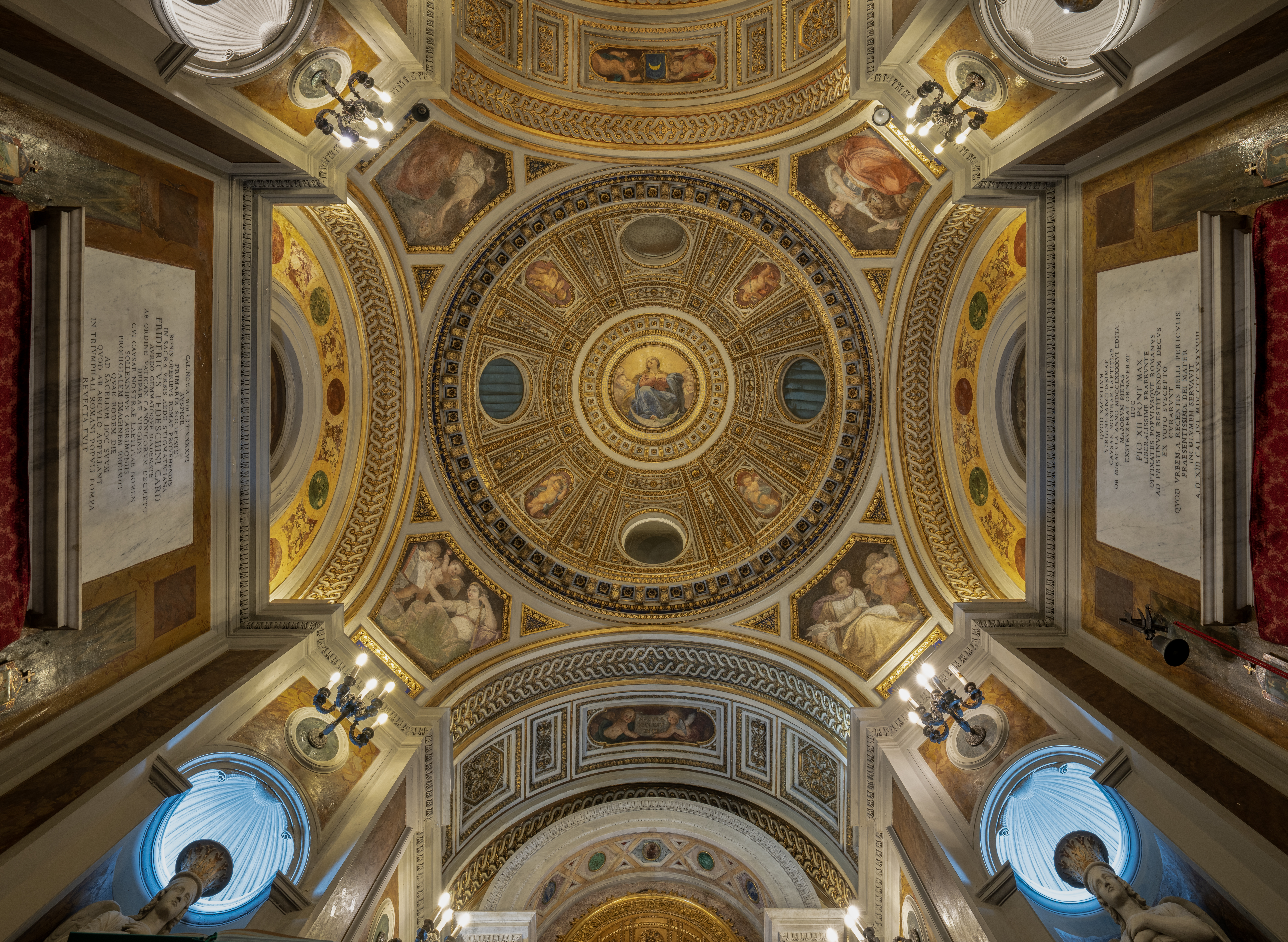